# Peter Baumann (Mediziner)
Peter Baumann (* 15. August 1935; † 1. April 2011) war ein Schweizer Psychiater und Sterbehelfer.

## Leben
Baumann legte 1960 das Staatsexamen und ab und erhielt 1968 den Facharzttitel für Psychiatrie und Psychotherapie. Er praktizierte 1971 bis 2003 in Zürich mit körperbezogenen Psychotherapien (Gestalttherapie, Primärtherapie, Bioenergetik, Heilendes Berühren). Er fiel durch kritische Aussagen zur Militärpsychiatrie der Schweiz auf. Er ist Gründer der Schweizerischen Ärztegesellschaft für Psycholytische Psychotherapie, die mit Sondergenehmigungen den therapeutischen Gebrauch von LSD und ähnlichem studierte.
Baumann verstarb am 1. April 2011 im Alter von 75 Jahren und wurde in Zürich-Witikon beigesetzt.

## Sterbehilfe
Seine Auseinandersetzung mit dem Thema Suizid begann schon früh, wie sein Artikel im Tages-Anzeiger vom 18. August 1973 (Ist Leben freiwillig?) belegt.
Baumanns Arbeit als Sterbehelfer begann 1997 in der Sterbehilfe-Organisation Exit in der Ethikkommission und als Vertrauensarzt. Exit verabreicht im legalen Rahmen Sterbenskranken auf ärztliche Verschreibung ein tödliches Medikament.
Später ging Baumann einen Schritt weiter, indem er zwei psychisch kranken Sterbewilligen – einem zwangsneurotischen Mann und einer schwer depressiven Frau – zum Suizid verhalf, deren Sterbebegleitung Exit abgelehnt hatte. Entscheidend war für ihn, dass die beiden Menschen nach seiner Einschätzung voll urteilsfähig waren, keine weitere Therapie mehr, sondern einzig den Tod wünschten. Er leistete Beihilfe und Anleitung zum „rezeptfreien“ Suizid: Er stellte ihnen Medikamente und einen mit Helium gefüllten Sack zur Verfügung.
Die Basler Staatsanwaltschaft eröffnete im April 2001 eine erste Strafuntersuchung gegen Baumann mit dem Vorwurf der vorsätzlichen Tötung des Mannes und noch in derselben Nacht, als die zweite Patientin starb, eine zweite wegen Verleitung und Beihilfe zum Suizid. Ende 2002 leitete die Zürcher Ärztegesellschaft ein Verfahren gegen ihr Mitglied Baumann ein, dessen Tun mit den Standesregeln nicht mehr zu vereinbaren gewesen sei. Er kam seinem Ausschluss jedoch zuvor, indem er selber seinen Austritt einreichte. Damit hat er auch die Zürcher Gesellschaft für Psychiatrie und Psychotherapie verlassen.
2003 wurde bei einer Leiche eine Fingerabdruckspur gefunden, von der angenommen wird, sie stamme von Baumann, deren Beweiskraft aber zweifelhaft ist. Baumann wurde verhaftet und vom 18. Februar 2003 bis zum 15. Mai 2003 in Untersuchungshaft genommen. Er verneint jede Beteiligung oder Anwesenheit bei diesem Tod. Bei der Entlassung aus der Untersuchungshaft musste er das Versprechen ablegen, bis zum Ende des Verfahrens keine Suizidhilfe zu leisten.
Am 6. Juli 2007 wurde er vom Basler Strafgericht zu drei Jahren Gefängnis – davon zwei auf Bewährung – verurteilt. Am 1. Oktober 2008 änderte das Basler Appellationsgericht das Urteil der ersten Instanz ab; es sprach ihn der vorsätzlichen Tötung in einem Falle schuldig und verurteilte ihn zu vier Jahren Freiheitsstrafe. Das Schweizerische Bundesgericht lehnte seine dagegen eingereichte Beschwerde mit Urteil vom 11. Juni 2009 ab. Am 3. Februar 2010 wurde er vom Basler Grossen Rat mit 69 gegen 7 Stimmen begnadigt.
Eine Menschenrechtsbeschwerde beim Europäischen Gerichtshof für Menschenrechte (EGMR) gegen das Urteil des Schweizerischen Bundesgerichtes, welches die Verurteilung durch die Basler Gerichte gebilligt hatte, obwohl gegen den psychiatrischen Gutachter die Einrede der Besorgnis der Befangenheit erhoben worden war, wurde im April 2010 durch einen Einzelrichter des EGMR als unzulässig erklärt.

## Kritik
Baumann wurde vorgeworfen, er handle nicht aus Mitleid, sondern nur aus eigenem Interesse: er missbrauche die Suizidenten als Kampfmittel für seine politischen Ziele. Davon abgesehen seien viele psychische Erkrankungen wie Depressionen grundsätzlich von vorübergehender Natur und nie „ausbehandelt“, der Suizidwunsch oft Teil des Krankheitsbildes.
Für Baumann war dagegen die Handlungsfreiheit jedes Individuums vorrangig: das Recht auch von psychisch Kranken, ein Weiterführen eines Lebens, das sie nicht mehr als sinnvoll erfahren, zu verweigern. Wenn man ihnen dieses Recht grundsätzlich abspreche, drohe eine Pflicht zur Entmündigung aller Menschen, die einen Suizidwunsch äusserten und vorgeschlagene Therapien ablehnten.
Bei dem begleiteten Mann verneinte der Gerichtsmediziner die von Baumann angenommene Urteilsfähigkeit. Baumann war hingegen der Ansicht, dass das Gutachten schwere formale Mängel aufgewiesen und auf mangelhaften Unterlagen basiert habe: so seien die Kriterien der Urteilsfähigkeit weder evaluiert noch geprüft worden, und das Gericht habe den Willen des Verstorbenen wie die fachärztliche Einschätzung des Mannes durch ihn ignoriert.

## Veröffentlichungen
Seine Erfahrungen als Sterbehelfer hat er in einem Buch veröffentlicht, das im Juni 2007 erschienen ist:
- Suizid und Suizidhilfe. Eine neue Sicht. Books on Demand, Norderstedt 2007, ISBN 978-3-8334-8215-1.